# 桑帕尤 (费洛尔镇)
桑帕尤是葡萄牙布拉干萨区的一个堂区。总面积8.92平方公里，总人口192人，人口密度21.5人/平方公里。